# Capnodistes
Capnodistes is een geslacht van halfvleugeligen uit de familie Aphrophoridae. De wetenschappelijke naam van dit geslacht is voor het eerst geldig gepubliceerd in 1903 door Breddin.

## Soorten
Het geslacht Capnodistes omvat de volgende soorten:
- Capnodistes carpio Breddin, 1903
- Capnodistes esox Breddin, 1903